# Lydie (prénom)
Pour les articles homonymes, voir Lydia.

## Sens et origine du nom
Lydie est un prénom féminin qui vient du grec et du latin Lydia. Ce nom désigne la Lydie, ancienne contrée d'Asie Mineure, sur la mer Égée.
Le nom s'est propagé en hommage à sainte Lydie, disciple de saint Paul apôtre.

## Variantes
- français : Lydia, Lydie, Lydiane
- allemand, norvégien, suédois : Lydia
- hongrois : Lídia
- polonais : Lidia (forme familière hypocoristique : Lidka)
- russe : Lydia
- slovaque : Lýdia
- tchèque : Lýdie
- espagnol, italien : Lidia
- ukrainien : Lidiya

## Lydie comme nom de personne ou prénom

### Saintes
- Lydie de Thyatire, disciple de Saint Paul (fêtes le 3 août en Occident et le 20 mai en Orient).
- Lydie épouse de Philet, martyre (fête le 27 mars).

### Personnages de jeux vidéo
- Lydia, huscarl du thane de Blancherive dans le jeu vidéo Skyrim.
- Lydie Malen, l'une des deux héroïnes du jeu vidéo Atelier Lydie & Suelle: The Alchemists and the Mysterious Paintings (en)

### Personnages fictifs
- Lydia Deetz est un personnage du film Beetlejuice et de Beetlejuice (série télévisée d'animation).
- Lydia Martin est un personnage de la série Teen Wolf.
- Lydia Renfrew, agente immobilière, une des trois amies de la veuve Meridee Hobbes dans la pièce de théâtre australienne Wicked Sisters d'Alma De Groen (2002).

## Toponymie
- Lydie, région d'Asie mineure.